# Пшисека (Вонґровецький повіт)
Пшисека (пол. Przysieka, нім. Ringwall) — село в Польщі, у гміні Вонґровець Вонґровецького повіту Великопольського воєводства.
Населення — 148 осіб (2011).
У 1975-1998 роках село належало до Пільського воєводства.

## Демографія
Демографічна структура станом на 31 березня 2011 року:
|          | Загалом | Допрацездатний вік | Працездатний вік | Постпрацездатний вік |
| -------- | ------- | ------------------ | ---------------- | -------------------- |
| Чоловіки | 77      | 20                 | 48               | 9                    |
| Жінки    | 71      | 14                 | 43               | 14                   |
| Разом    | 148     | 34                 | 91               | 23                   |